# Ернст I (Брауншвайг-Люнебург)
Ернст I (на немски: Ernst I, Ernst der Bekenner); * 27 юни 1497, † 11 януари 1546) от род Велфи, е херцог на Брауншвайг и Люнебург и княз на Люнебург (1521 – 1546).

## Произход
Ернст е вторият син на херцог Хайнрих I (1468 – 1532) и Маргарета Саксонска (1469 – 1528), дъщеря на херцог Ернст от Саксония от род Ветини.

## Фамилия
Ернст I се жени за София фон Мекленбург-Шверин (1508 – 1541), дъщеря на херцог Хайнрих V от Мекленбург (1479 – 1552) и първата му съпруга Урсула фон Бранденбург (1488 – 1510). Двамата имат децата:
- Франц Ото (1530 – 1559), женен за Елизабет Магдалена фон Бранденбург
- Фридрих (1532 – 1553)
- Хайнрих (1533 – 1598), женен за Урсула фон Саксония-Лауенбург
- Маргарета (1534 – 1596), омъжена на 14 август 1559 г. за граф Йохан фон Мансфелд-Хинтерорт († 1567)
- Вилхелм Млади (1535 – 1592), женен за принцеса Доротея Датска
- Урсула (1536 – 1538)
- Катерина (1537 – 1540)
- Елизабет Урсула (1539 – 1586), омъжена за граф Ото IV фон Холщайн-Шаумбург
- Магдалена София (1540 – 1586), омъжена за граф Арнолд фон Бентхайм-Щайнфурт
- София (1541 – 1631), омъжена за граф Попо XII фон Хенеберг-Шлойзинген